# Jacques Bihin
Jacques Bihin (né le 5 octobre 1965 à Uccle) est un iconographe, photographe et diacre catholique belge. 

## Biographie
Jacques Bihin étudie les arts graphiques à l’Institut Saint-Luc à Tournai. Écœuré par le monde de la publicité qui l’attend à la fin de ses études, il change radicalement de voie et décide de mettre son talent et sa sensibilité au service de sa foi. Pour cela, il poursuit sa formation au monastère de Chevetogne en Belgique où il se forme à l’iconographie,,. L’année suivante, il rejoint la communauté du Verbe de Vie à Aubazines puis, accompagné de son épouse Véronique Muraille, part étudier l’exégèse et la théologie à l’École de la Foi à Fribourg.
En 1994, il est ordonné diacre permanent au sein de l’Église catholique et entre en fonction à la paroisse Saint-François à Louvain-la-Neuve.
En 1996, il fonde l’association Icône contemporaine avec Vincent Minet, Brigitte Cantineau et Mireille Peeters. L’objectif de l’association est de participer à l’élan de la nouvelle évangélisation par le développement d’une pastorale de l'icône. Celle-ci se concrétise par la diffusion d’outils, comme des affiches pour Pâques dans la cité, la mise en place d’activités catéchétiques et la création d’une académie de peinture. Jacques Bihin y donne une formation à la peinture d'icône et réalise chaque année des stages dans différents endroits, dont l'île de Lérins qui va être pour lui une source d’inspiration profonde et le mener à l’exploration photographique.
En 2010, il commence la photographie stéréographique, technique qui lui permet de capturer l’entièreté de l’environnement, du nadir au zénith, à 360°. Par un remaniement infographique, il réalise, à partir de ces clichés, des « petites planètes » qui deviendront sa marque de fabrique. À travers ce choix esthétique, il déclare vouloir rendre l’effet de la première photographie de la terre, La Bille bleue, réalisée par la mission Apollo 17 en 1972. Cette première image de la terre, illustration de la finitude planétaire, avait provoqué chez beaucoup une véritable prise de conscience écologique.

## Démarche artistique
Sa démarche artistique se caractérise par :
- Une exigence technique. En effet, il envisage les contraintes liées d'une part à la difficulté de la détrempe à l'œuf et de l'autre à l'unicité du sujet photographique, une seule île pendant plus de vingt ans, comme une possibilité de déploiement artistique.
- Une exigence éthique. L'art doit, pour Jacques Bihin, être gratuit et partagé. Pour cela, il envisage ses stages d'icônes comme faisant véritablement partie de sa démarche artistique et propose des forums et conférences autour de l'écologie durant ses expositions. Très marqué par l'encyclique du pape François Laudato si’, il milite pour une conversion écologique qui surviendrait d'une rencontre avec la beauté du monde à travers l'art.
- Une visée spirituelle. Cet appel à la contemplation et à la conversion, Jacques Bihin le propose comme cheminement de foi.

## Œuvres

### Icônes

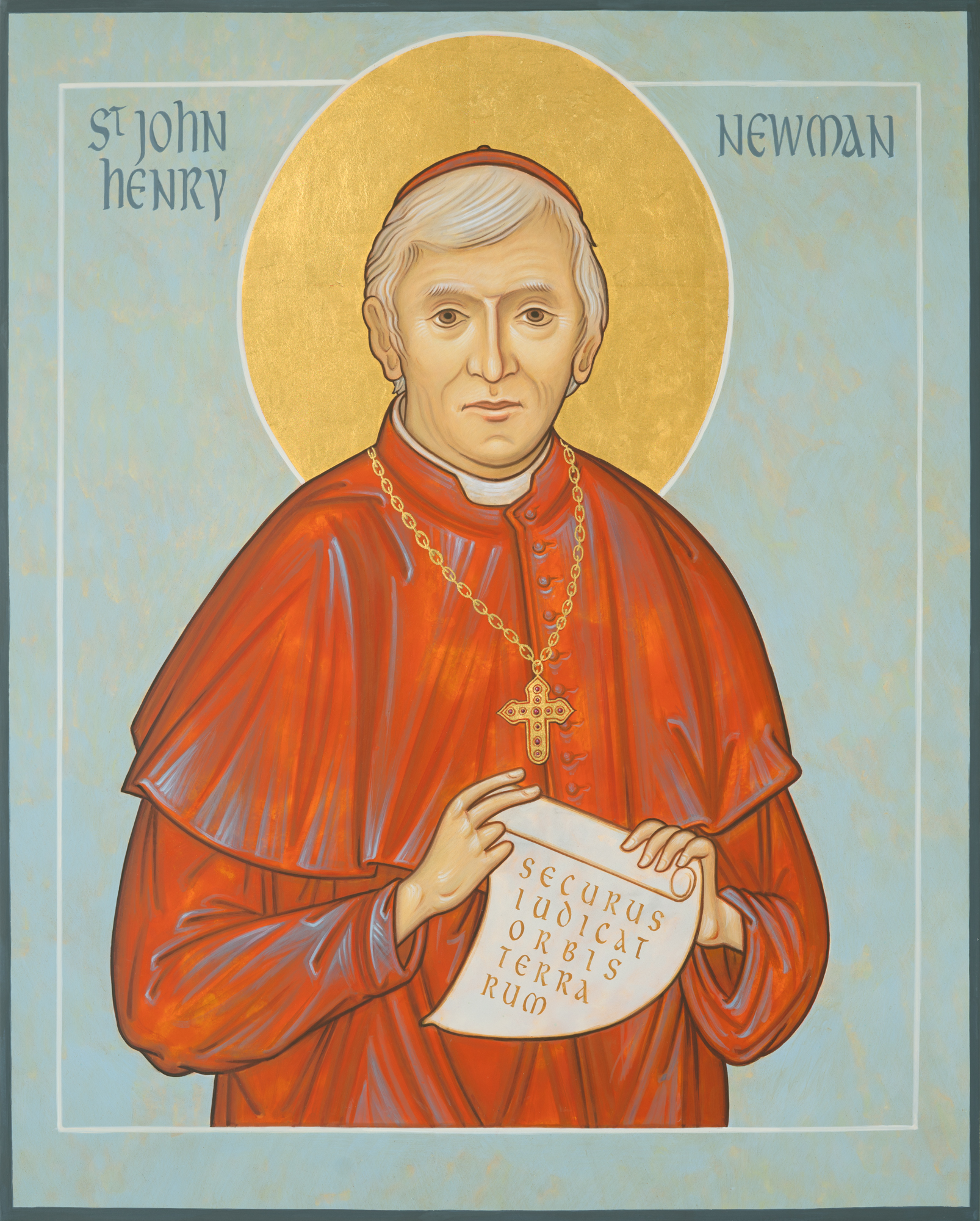
Icône de John Henri Newman

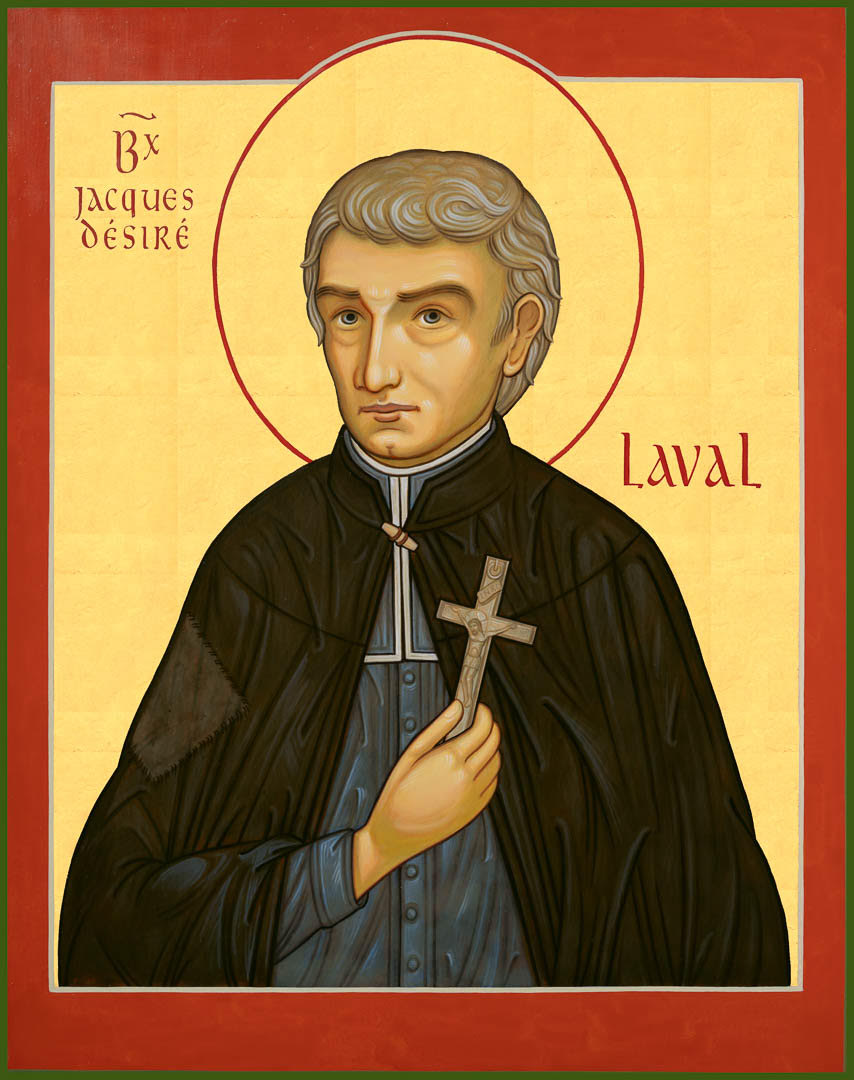
Icône Jacques-Désiré Laval

- Icône Jacques-Désiré LavalIcône du Rosaire, Abbaye des Saints-Pierre-et-Paul de Termonde, Belgique, 1994.
- Icone des sept sacrements, Abbaye des Saints-Pierre-et-Paul de Termonde, Belgique, 1996.
- Croix Romane, Église décanale Saints-Pierre-et-Paul, Wiltz, Grand-Duché du Luxembourg, 2000.
- Croix Romane, Église Sainte-Claire, Genève, Suisse, 2009.
- Croix Glorieuse, Maison diocésaine de Mesvin, Mons, Belgique, 2012.
- Vierge à l’enfant, Collégiale Sainte-Gertrude, Nivelles, Belgique, 2013.
- Vierge à l’enfant, Abbaye Notre-Dame de Vive Fontaine, France, 2014.
- Bienheureux Jacques-Désiré Laval, Sanctuaire du père Jacques-Désiré Laval, île Maurice, 2020.
- Saint John Henry Newman, diocèse Malines-Bruxelles, 2022.

## Expositions

### Iconographie
- Rencontre avec des icônes contemporaines, Boechout, Belgique, 1994.
- Une lumière a resplendi, exposition d'icônes contemporaines, Église Sainte-Élisabeth, Mons, Belgique, 2015.

### Photographie

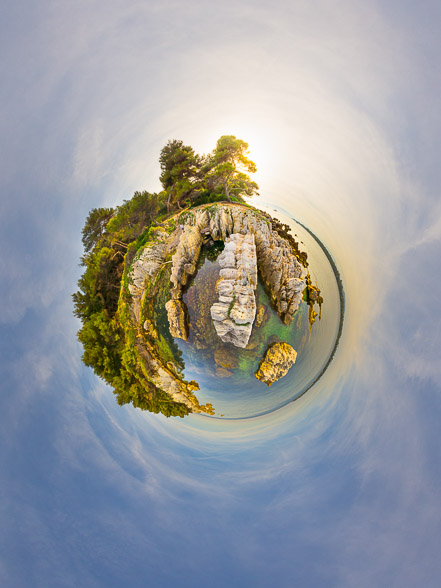
Île Saint-Honorat, Lérins

- Île Saint-Honorat, LérinsL'île aux mystères, Église Saint-François, Louvain-la-Neuve, 2012.
- Éloge du désert, Cathédrale Saint Michel et Gudule, Bruxelles, 2014.
- L’Urgence et la Beauté, Ancienne Piscine de Mouscron, Mouscron, 2017[6].
- Le Sens et la Beauté, Chapelle Saint-Pierre, Île Saint-Honorat, 2018.
- L’Urgence et la Beauté[7], Collégiale Sainte-Gertrude, Nivelles, 2018[8],[9].

- L’Urgence et la Beauté, église du Saint-Esprit, Anderlecht, 2019.
- L’Urgence et la Beauté, église Saint-Gabriel, Paris, France.
- L’Urgence et la Beauté, église Saint-Antoine-des Quinze-Vingts, Paris, France.
- L’Urgence et la Beauté, cathédrale Saint-Etienne, Bourges, France.

## Publication
- Jacques Bihin & Vincent Minet, L'icône du rosaire, psautier du pauvre, éditions Le Moustier, Louvain-la-Neuve, 1993[10]. Ouvrage traduit en 1994 par Marcel Watté et Anton Van Wilderode, De Rozenkransikoon.